# Вучја тундра
Вучја тундра (рус. Волчьи Тундры; ксам. Намбдес тундры) планина је у централном делу Мурманске области, на крајњем северозападу Русије. Налази се западно од језера Имандра и представља северни орографски продужетак Мончетундре и Чунатундре. Највиша тачка је врх Јукспор (рус. Юкспор) који лежи на надморској висини од 955 метара. Планина административно припада Мончегорском округу.
Вучија тундра је издужена у меридијанском правцу у дужини од око 25 километара, а њени јужни делови налазе се на територији Лапландског резервата биосфере. У северном делу планине налази се Горње вучије језеро површине 18 км².